# Колін Камерер
Колін Фаррелл Камерер (англ. Colin Farrell Camerer, нар. 4 грудня 1959) — американський економіст і професор поведінкової економіки та фінансів в Каліфорнійському технологічному інституті (Caltech).
Колишній вундеркінд, Камерер отримав бакалаврський диплом в кількісних дослідженнях Університету Джонса Хопкінса 1977 року (у 17-річному віці), а потім ступінь магістра ділового адміністрування в галузі фінансів, Університет Чикаго, 1979; ступінь доктора філософії в поведінковій теорії прийняття рішень від цього ж навчального закладу 1981 року (у 21-річному віці) для дисертації під назвою «дійсності і утиліти експертної оцінки» під керівництвом Гілель Ейнгорном. Камерер працював в Kellogg, Wharton, і Чиказького університету Booth School of Business, перш ніж перейти до Каліфорнійського технологічного інституту в 1994 році.

## Дослідження
Дослідження Камерера знаходиться на кордоні між когнітивною психологією та економікою. Ця робота спрямована на більш глибоке розуміння психологічних та нейробіологічних основ і прийняття рішень з метою визначення достовірності моделей економічної поведінки людини. Його дослідження використовує в основному економіка експериментів, іноді й польові дослідження, щоб зрозуміти, як поводяться люди при прийнятті рішень (наприклад, ризиковані авантюри за гроші), в іграх, і на ринках (наприклад, з спекулятивною ціною бульбашки).
Він виступив від економетричного товариства на Всесвітньому конгресі в Лондоні 20 серпня 2005 року, і в Нобелівському симпозіумі Centennial в 2001 на поведінковії та експериментальнії економіці.
Він автор книги «поведінкової теорії ігор», опублікованому Princeton University Press в 2003 році.
У вересні 2013 року Камерер був названий співробітником Макартур.

## Лихоманка звітів
У 1983 році Камерер почав лейбл під назвою «лихоманка звітів» як «економіка експерименту». Групи, які він підписав контракт з лейблом включають Мертві молочники, великий чорний і кмітливим!. Лейбл був частиною групи Enigma Records.
Ще Лихоманка лейбл був заснований в 1980-х роках в Нью-Йорку, щоб поширювати реп записи, і не має ніякого зв'язку.

## Часткова бібліографія
- Камерер, Колін (2003). Поведінкова теорія ігор: експерименти в області стратегічної взаємодії. Нью-Йорк, Нью-Йорк Принстон, Нью-Джерсі: Фонд Расселл Сейдж Princeton University Press. ISBN 9780691090399.
- Камерер, Колін; Боулз, Самуїл; Генріх Йосип; Бойд, Роберт; Фер, Ернст; Gintis, Герберт (2004). Основи людської соціальності: економічних експериментів і етнографічних даних з п'ятнадцяти невеликих товариств. Оксфорд Нью-Йорк: Oxford University Press. ISBN 9780199262052.

## Ланки
1. Камерер, Колін. «Термін дії і утиліти експертної оцінки». ЄПС. Джерело 9 червня 2014.
2. New York Times, 25 вересня 2013, '24 Одержувачі Макартура «Genius» премій імені.
3. Punkdatabase.com
4. Браун, Аарон (2006). Poker Face Уолл-стріт. John Wiley & Sons. р. 272. ISBN 978-0-470-12731-5. Він почав лейбл, лихоманка записів, як експеримент економіки. Якщо ви не були частиною панк-сцени в Чикаго в той час, або історик музики, ви, мабуть, не чули про Bonemen з Барум, Big Black, або Мертвого молочника, але ви можете повірити мені на слово, що вони були захоплюючими і важливі місцеві групи періоду..

- Personal webpage at Caltech [Архівовано 27 серпня 2014 у Wayback Machine.] (англ.)
- Second personal webpage at Caltech [Архівовано 27 вересня 2017 у Wayback Machine.] (англ.)
- «Mind Reading: The New Science of Decision Making», from Newsweek [Архівовано 1 жовтня 2009 у Wayback Machine.] (англ.)
- Colin Camerer's CV [Архівовано 3 березня 2016 у Wayback Machine.] (англ.)